# Michal Aláč
Michal Aláč (* 1. března 1985, Detva, ČSSR) je slovenský právník, vysokoškolský pedagog a uvolněný ředitel Slovenské informační služby (SIS).

## Profesní život
Na Právnické fakultě Univerzity Pavla Jozefa Šafárika absolvoval v roce 2008 nejprve magisterské studium práva a v roce 2009 následně získal titul JUDr. Od června 2008 pracoval jako právník a následně jako vedoucí právního oddělení v Liptovské vodárenské společnosti. Od roku 2009 pracoval v SIS jako starší referent specialista, od října 2017 jako vedoucí oddělení a od března do listopadu 2018 jako ředitel odboru. Během zaměstnání absolvoval doktorandské studium na Právnické fakultě Trnavské univerzity.
Od roku 2015 je odborným asistentem na Katedře správního práva, práva životního prostředí a finančního práva Právnické fakulty Trnavské univerzity. Od roku 2018 je zástupcem vedoucího této katedry. Od prosince 2018 je společníkem firmy CAVET s.r.o. Od dubna 2019 byl poradcem a od listopadu 2019 do května 2020 zástupcem ředitele Záchranné služby Košice.
V červnu 2020 se vrátil do SIS nejprve jako ředitel sekce a od prosince 2020 jako náměstek ředitele SIS.
Od června 2019 je členem Rady Úřadu pro regulaci hazardních her.

### Ředitel SIS
V dubnu 2021 byl navržen do funkce ředitele SIS. Následně byl schválen vládou SR. Prezidentka Zuzana Čaputová ho do funkce jmenovala 6. května 2021.
17. srpna 2023 byl Národní kriminální agenturou Prezídia Policejního sboru SR (NAKA) obviněn v kauze Rozuzlení. Prezidentka Zuzana Čaputová ho 21. srpna 2023 dočasně postavila mimo službu, neboť se ocitl mezi obviněnými pro podezření z maření vyšetřování korupčních kauz a z dalších trestných činů.